# Златар
Златар (хорв. Zlatar) — місто на півночі Хорватії, у Хорватському Загір'ї, а також однойменна громада у складі Крапинсько-Загорської жупанії.
Назва міста буквально означає «золотар», «ювелір».

## Населення
Населення громади за даними перепису 2011 року становило 6 096 осіб, 99,02 % з яких становили хорвати. Населення самого поселення становило 2 906 осіб.
Динаміка чисельності населення громади:
Динаміка чисельності населення центру громади:

## Населені пункти
Крім поселення Златар, до громади також входять:
- Белець
- Борковець
- Цетиновець
- Доня Батина
- Доня Селниця
- Ервеник-Златарський
- Горня Батина
- Горня Селниця
- Юранщина
- Ладиславець
- Мартинщина
- Петрушевець
- Ратковець
- Репно
- Щрбинець
- Вижановець
- Заврш'є-Белецько
- Знож

## Клімат
Середня річна температура становить 9,67 °C, середня максимальна – 23,15 °C, а середня мінімальна – -5,94 °C. Середня річна кількість опадів – 1018,00 мм.
| Клімат поселення                              | Клімат поселення | Клімат поселення | Клімат поселення | Клімат поселення | Клімат поселення | Клімат поселення | Клімат поселення | Клімат поселення | Клімат поселення | Клімат поселення | Клімат поселення | Клімат поселення | Клімат поселення |
| Показник                                      | Січ.             | Лют.             | Бер.             | Квіт.            | Трав.            | Черв.            | Лип.             | Серп.            | Вер.             | Жовт.            | Лист.            | Груд.            |                  |
| Середній максимум, °C                         | 5,44             | 7,10             | 11,06            | 15,18            | 20,03            | 23,15            | 22,43            | 21,94            | 18,03            | 13,20            | 7,76             | 4,33             |                  |
| Середня температура, °C                       | −0,25            | 1,42             | 5,37             | 9,48             | 14,33            | 17,45            | 19,19            | 18,70            | 14,78            | 9,95             | 4,53             | 1,08             |                  |
| Середній мінімум, °C                          | −5,94            | −4,28            | −0,32            | 3,78             | 8,64             | 11,76            | 15,95            | 15,47            | 11,55            | 6,70             | 1,29             | −2,16            |                  |
| Норма опадів, мм                              | 50               | 53               | 70               | 79               | 86               | 118              | 100              | 101              | 97               | 96               | 96               | 72               |                  |
| Середньомісячна швидкість вітру, м/с          | 1.96             | 2.13             | 2.49             | 2.46             | 2.34             | 2.04             | 2.00             | 1.84             | 1.86             | 1.96             | 2.06             | 2.04             |                  |
| Середньомісячна сонячна радіація, кДж/м²·день | 4062             | 6828             | 10495            | 14762            | 18858            | 20417            | 21368            | 18484            | 13746            | 8701             | 4580             | 3276             |                  |
| --------------------------------------------- | ---------------- | ---------------- | ---------------- | ---------------- | ---------------- | ---------------- | ---------------- | ---------------- | ---------------- | ---------------- | ---------------- | ---------------- | ---------------- |
| Джерело:                                      |                  |                  |                  |                  |                  |                  |                  |                  |                  |                  |                  |                  |                  |